# Florence (Metro de Los Ángeles)
Florence es una estación en la línea A del Metro de Los Ángeles y es administrada por la Autoridad de Transporte Metropolitano del Condado de Los Ángeles. Se encuentra localizada en Florence (California), entre Florence Avenue y Graham Avenue.

## Conexiones de autobuses
- Metro Local: 102, 110, 111, 611
- Metro Rapid: 711
- LADOT DASH: Chesterfield Square